# Gruta do Janelão

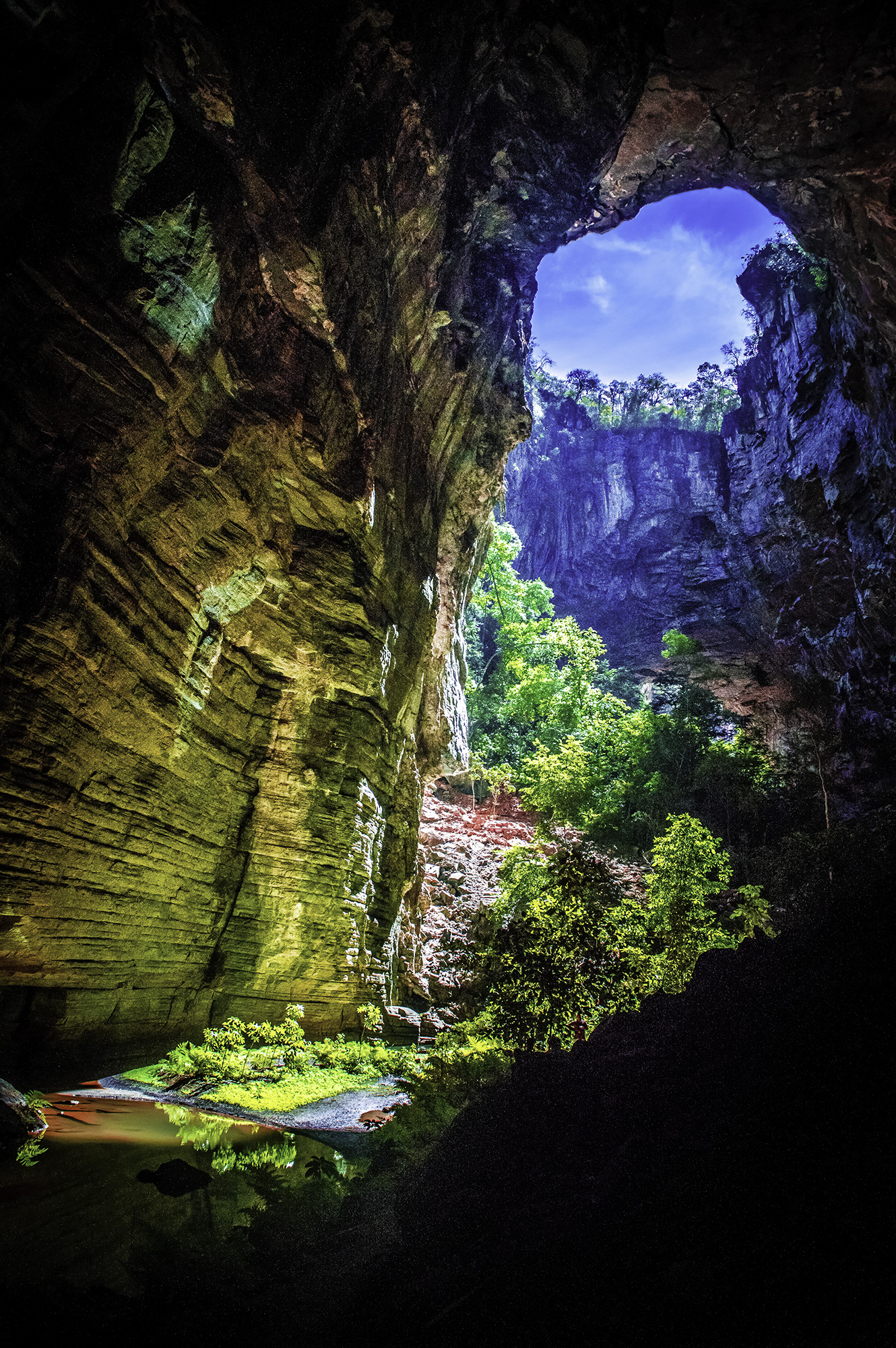
Entrada para a Gruta do Janelão

A Gruta do Janelão (MG-199) é uma caverna calcária localizada dentro do Parque Nacional Cavernas do Peruaçu, no município de Januária, Minas Gerais, Brasil . É a maior gruta do vale, totalizando 4.740 m de extensão horizontal e cota 176 m. Possui claraboias que deixam entrar o sol e formam pequenos bosques que lembram jardins japoneses pela delicadeza e harmonia, tudo às margens do Rio Peruaçu que a atravessa. Possui a maior estalactite já registrada com 28 metros de comprimento.
No noroeste do estado de Minas Gerais, a margem esquerda do Rio São Francisco apresenta um conjunto de cavernas e sítios arqueológicos com pinturas rupestres espalhadas em uma parede de três metros que se destacam pelas cores ousadas e marcantes, e uma dolina é a grande janela através da qual se descortina uma vista panorâmica sobre a entrada da gruta e as duas primeiras de muitas claraboias que se espalhariam pelos 3,5 km de caminho com interessantes formações de estalagmites e estalactites ao longo do caminho.
O rio Peruaçu percorre toda a caverna e é também um grande atrativo do local. Externamente a vegetação é exuberante, contendo árvores de até 60 metros de altura.